# NGC 5725
NGC 5725 é uma galáxia espiral barrada (SBcd) localizada na direcção da constelação de Virgo. Possui uma declinação de +02° 11' 08" e uma ascensão recta de 14 horas, 40 minutos e 58,2 segundos.
A galáxia NGC 5725 foi descoberta em 27 de Abril de 1862 por Heinrich Louis d'Arrest.